# Distylaphis foliorum
Distylaphis foliorum är en insektsart som först beskrevs av Van der Goot 1917.  Distylaphis foliorum ingår i släktet Distylaphis och familjen långrörsbladlöss. Inga underarter finns listade i Catalogue of Life.